# Kerkbrink (Breukelen)
De Kerkbrink is het belangrijkste en centrale plein, de Brink, in het Utrechtse dorp  Breukelen, gemeente Stichtse Vecht. Het plein is gelegen ten oosten van de Straatweg en gaat bij de Herenstraat over in de Brugstraat welke straat uitkomt op de Utrechtse Vecht. Ten zuiden van de Kerkbrink lopen de Kerkvaart en de Stationsweg.
Op het plein bevinden zich een groot aantal winkels en horecagelegenheden. Regelmatig wordt het plein gebruikt voor evenementen. Op vrijdag wordt even ten zuiden van de Kerkbrink aan de Markt een markt gehouden.
Syntus buslijn 120 en buurtbus 526 hebben nabij de Kerkbrink een halte. 
De Kerkbrink is vernoemd naar de nabijgelegen Sint Pieterskerk aan de Straatweg.

## Fotogalerij

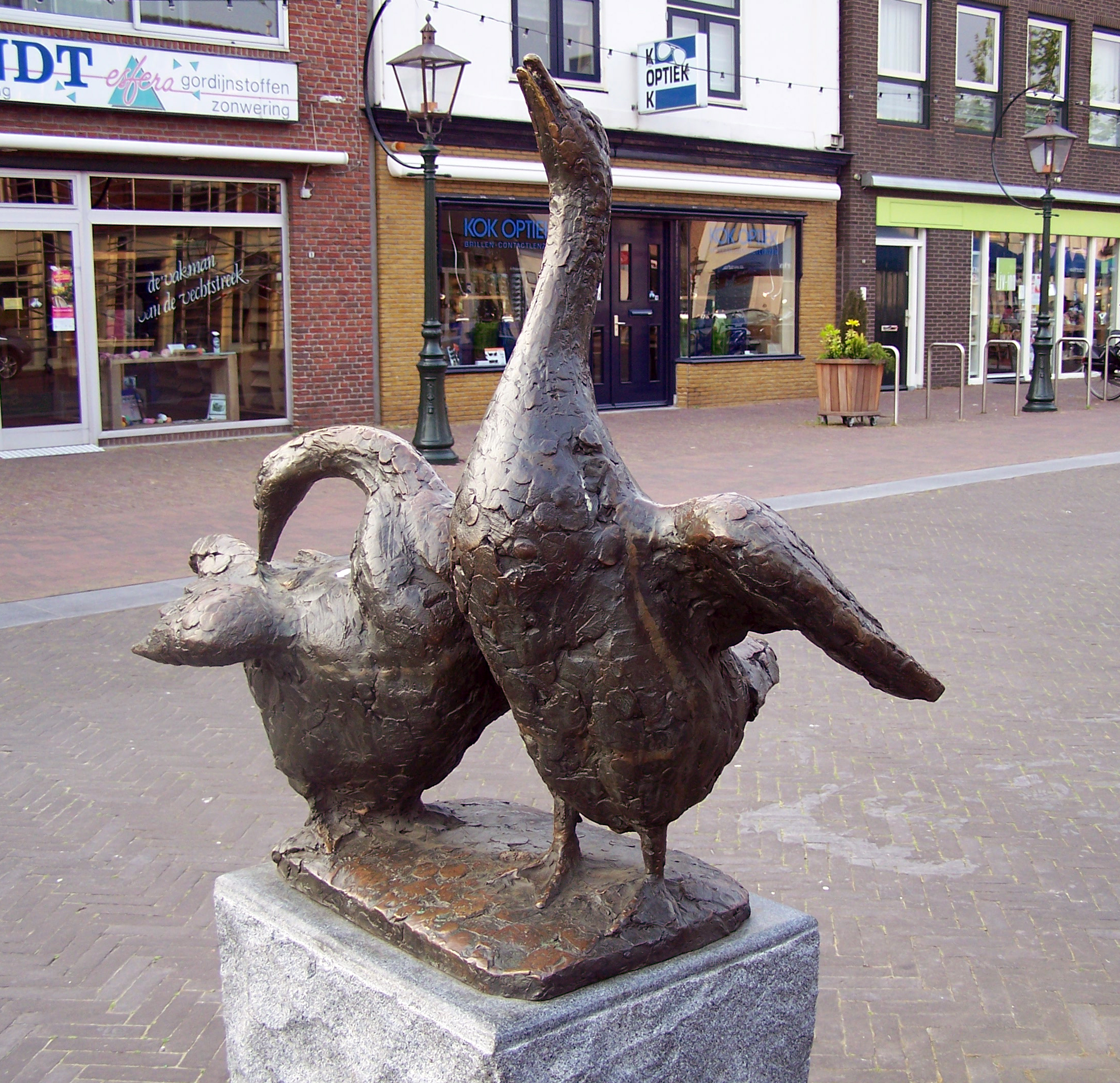
Sculpture van brons "Twee Ganzen" aan de Kerkbrink van Gabriël Sterk
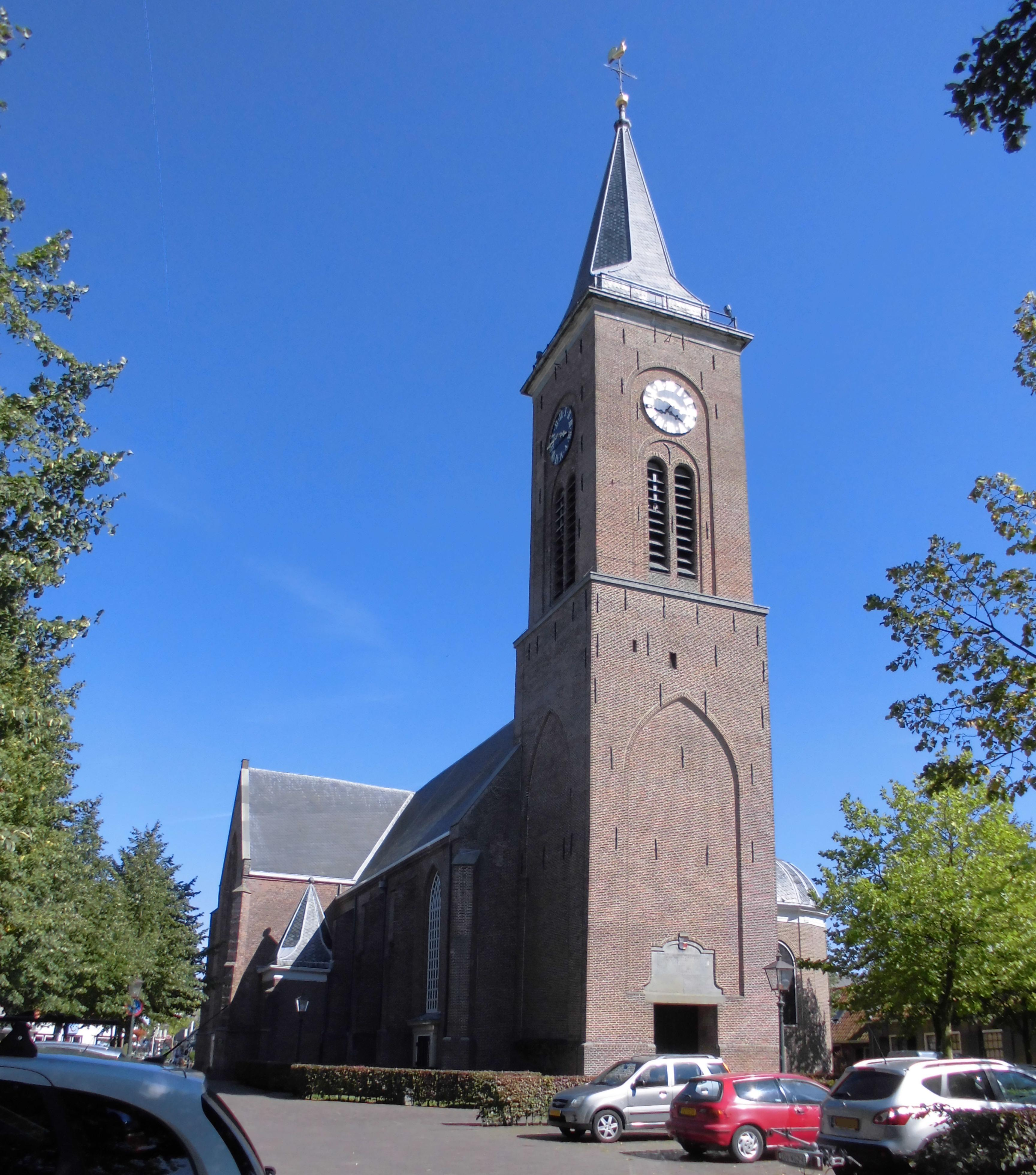
PKN Hervormde Pieterskerk aan de Straatweg 59 aan het einde van de Kerkbrink (rijksmonument)